# Guatiza
Guatiza ist ein Ort auf der zu Spanien gehörenden Kanareninsel Lanzarote in der Gemeinde Teguise. Das Dorf ist vor allem wegen seiner ausgedehnten Opuntienfelder und einem Kaktusgarten bekannt. Guatiza hat 888 Einwohner (Stand: 2023).

## Geschichte

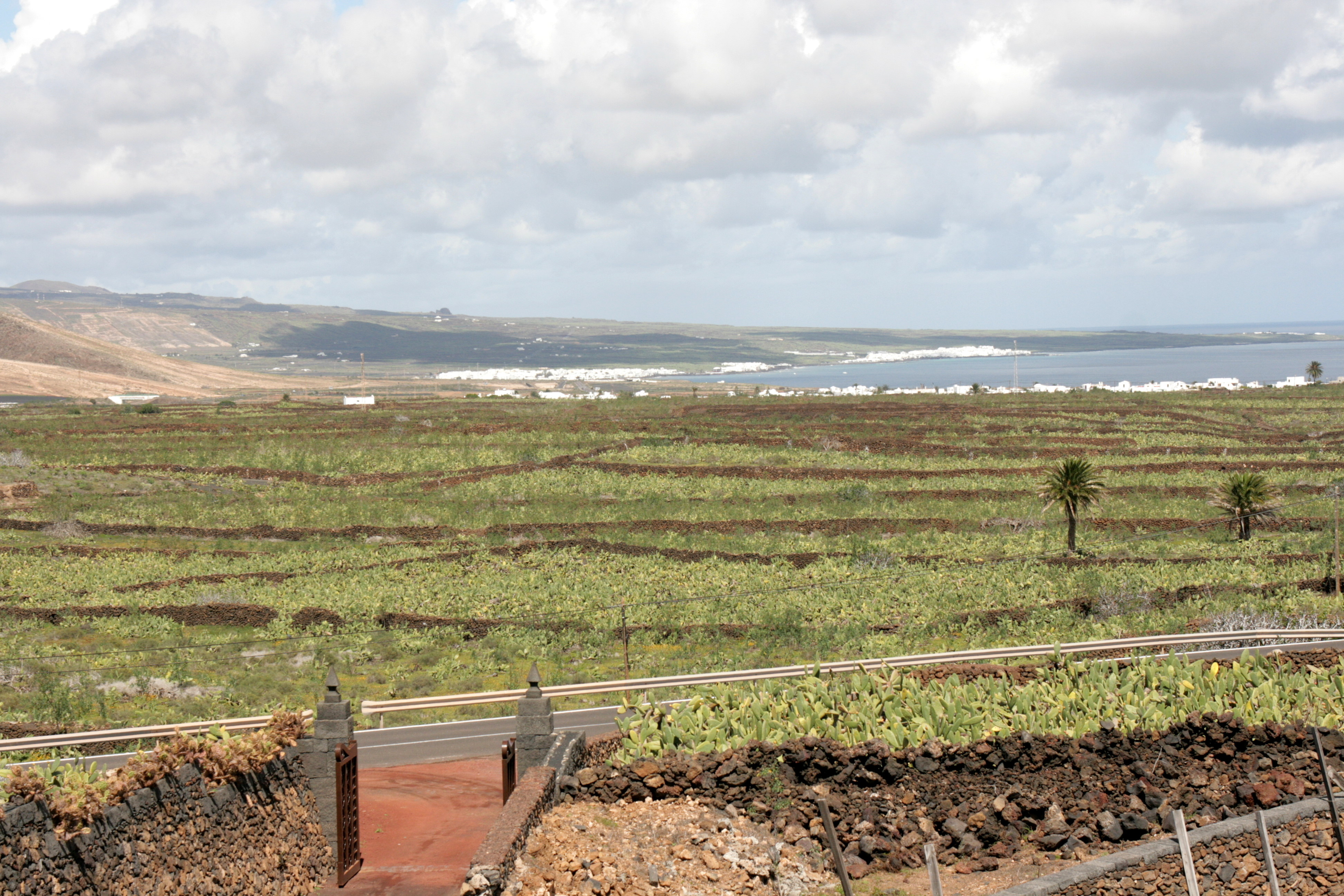
Opuntienfelder nördlich von Guatiza

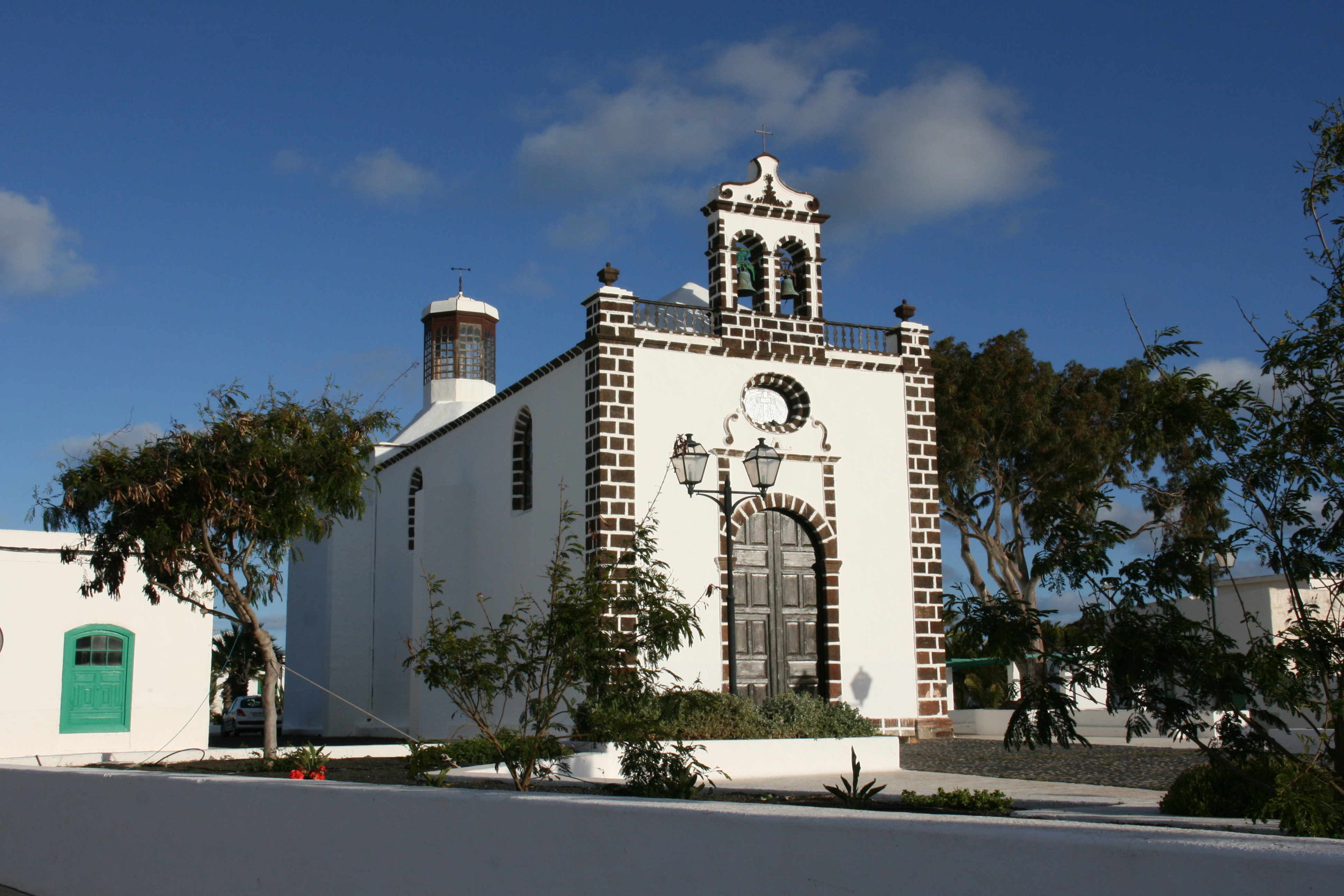
Kirche Santo Cristo de las Aguas

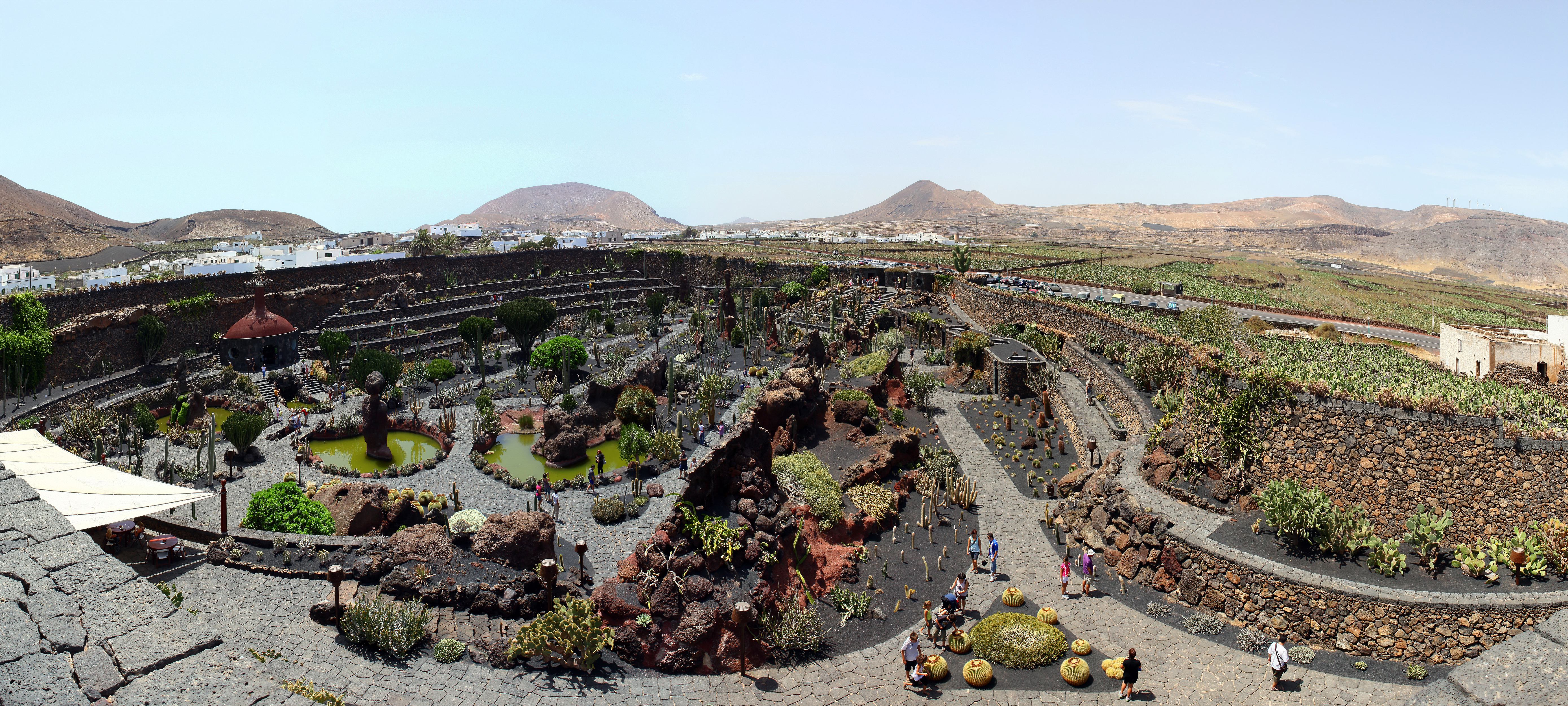
Kakteengarten

Oberhalb des Ortes Guatiza gab es bereits im 16. Jahrhundert erste Ansiedlungen, diese lagen westlich der heutigen Ortsumgehungsstraße, dort wo sich der Friedhof am Hang des Berges befindet. Die Siedlung war vom Meer aus sichtbar und wurde mehrfach von Piraten geplündert. Daher zogen die Bewohner ins tieferliegende heutige Ortsgebiet um, wo die Vulkankegel Volcan de Guenia, Tinamala, La Caldera und Las Calderetas Sichtschutz boten.

## Wirtschaft
In und um Guatiza und dem zwei Kilometer nördlich gelegenen Nachbarort Mala, liegen hinter niedrigen Mauern ausgedehnte Opuntienfelder. Einst waren sie ein bedeutender Erwerbungszweig auf der Insel: Auf den Kakteenscheiben züchtete man die Cochenille-Schildlaus, um daraus den begehrten roten Farbstoff Karminsäure zu gewinnen. Mitte des 18. Jahrhunderts wurde Lanzarote ein wichtiger Lieferant dieses Rohstoffs. Seit der Erfindung synthetischer Farbstoffe verlor das Cochenille-Rot an Bedeutung, in kleinem Umfang wird es unter anderem noch in Kosmetika verwendet, auch der bekannte Campari verdankte einst seine intensive rote Farbe aus der Läusezucht. Für ein Kilogramm Karminrot müssen rund 150.000 Larven von den Kakteen geschabt werden. Die weiblichen Schildläuse wurden in kleinen Säckchen auf die Blätter der Kakteen übertragen.

## Sehenswürdigkeiten
Guatiza hat sich hauptsächlich entlang einer Eukalyptusallee ausgebreitet. Etwas östlich davon steht die einschiffige Parroquia Santo Cristo de las Aguas. Die Kirche wurde 1915 erbaut und wird auch von den Gläubigen des Nachbarortes Mala zu den Gottesdiensten besucht. Sie verfügt über einen zwiebelturmförmigen Aufsatz und eine kleine Laterne. Ecken und Kanten des weißen Gotteshauses sind mit schwarzem Vulkanstein abgesetzt.
Der 1990 eröffnete Kakteengarten Jardín de Cactus am nördlichen Ortsrand wurde von dem Künstler César Manrique gestaltet. Er beherbergt eine rund 1400 Arten umfassende Sammlung Kakteen aus aller Welt. Der wie ein Amphitheater angelegte Garten wird von einer restaurierten Windmühle überragt, die als Wahrzeichen von Guatiza fungiert.

## Barranco de Tenegüime

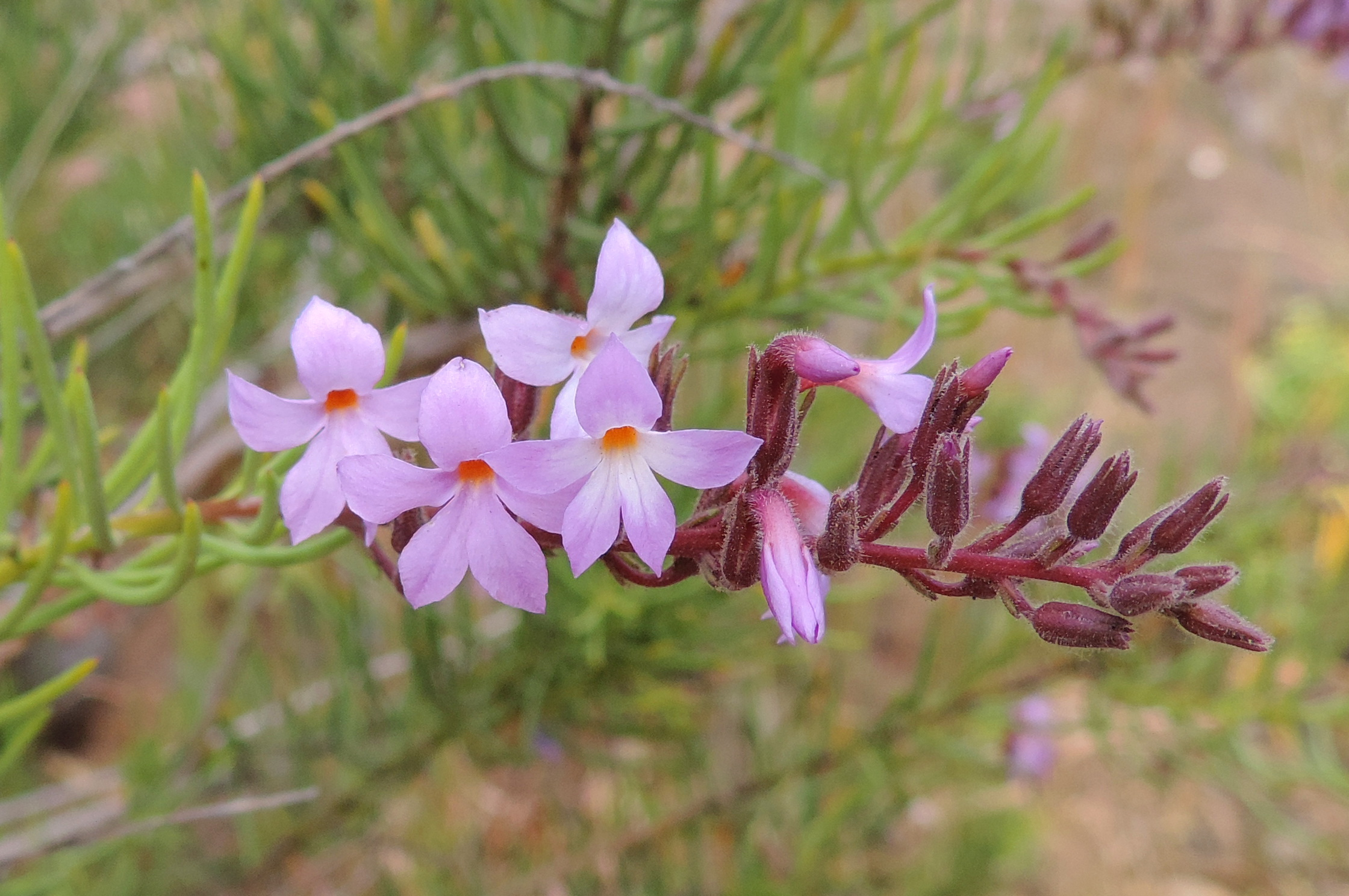
Kanaren-Krummblüte

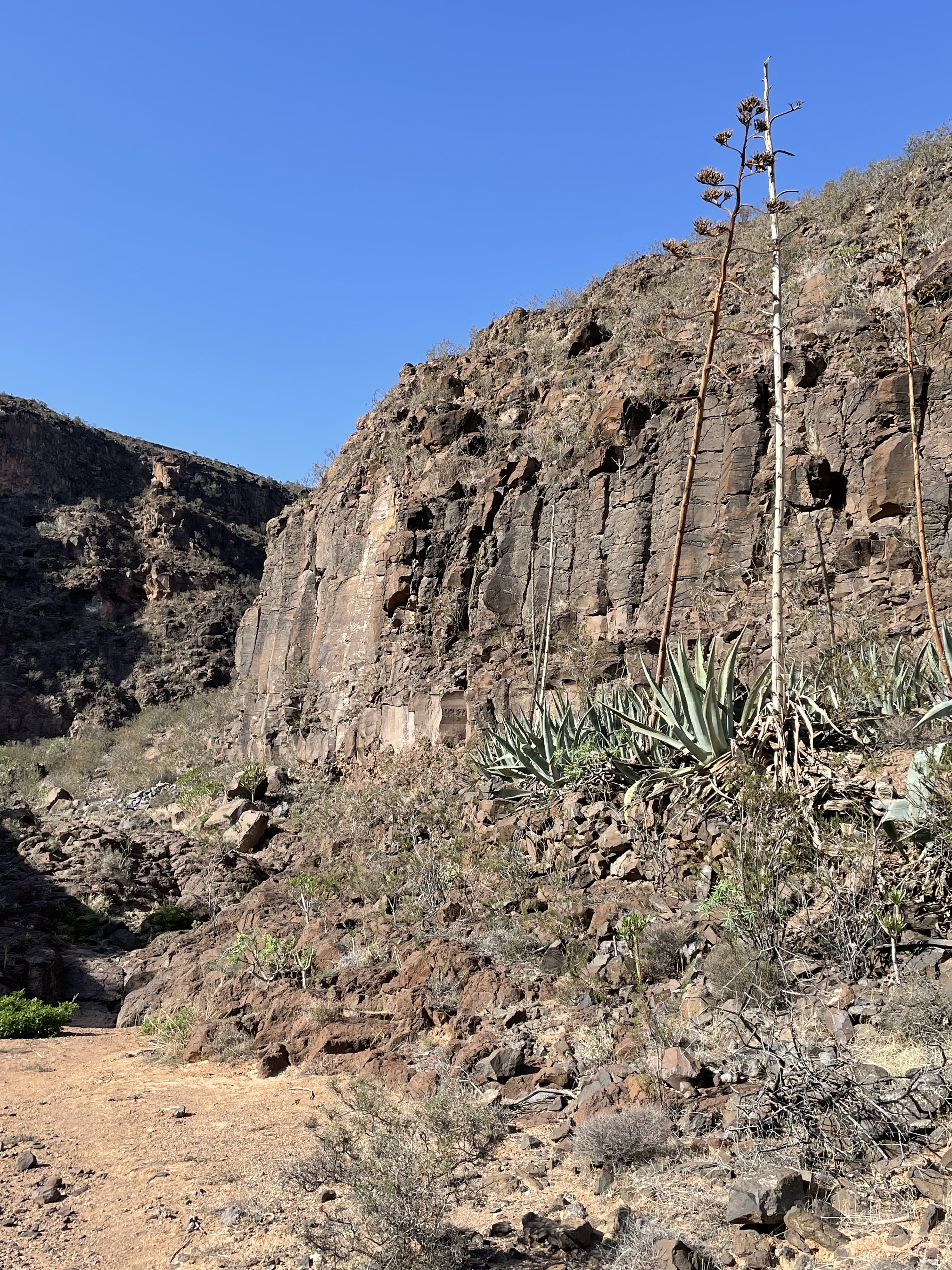
Barranco de Tenegüime

Westlich von Guatiza ist der Barranco de Tenegüime für seine endemische Flora bekannt, zu der u. a. die Kanaren-Krummblüte (Campylanthus salsoloides) gehört, die dort zahlreich am Wegrand steht. Auch Kanaren-Sonnenröschen (Helianthemum canariense) und Kanaren-Lavendel (Lavandula canariensis) können hier entdeckt werden.
Die Erosionsschlucht ist seit 1987 als Naturschutzgebiet ausgewiesen, sie kann auf einem mitunter etwas felsigen Pfad erwandert werden.

## Sport
In Guatiza ist der 1987 gegründete Fußballverein Guatiza atlético beheimatet.